# Walter Glaser
Walter Glaser (31. července 1906 Horní Pěna – 3. února 1960 Vídeň) byl teoretický fyzik a mezinárodně uznávaný odborník v oboru elektronové optiky a elektronové mikroskopie.

## Život
Walter Glaser vystudoval matematiku a fyziku na Německé univerzitě v Praze a po několika semestrech na vídeňské univerzitě získal v roce 1930 doktorát disertací o korespondenčním principu a Schrödingerově vlnové funkci. Brzy se obrátil k teorii elektronové optiky a habilitoval se v roce 1933 na teorii elektronového mikroskopu.
Od roku 1929 byl asistentem Philippa Franka v Ústavu pro teoretickou fyziku Německé univerzity v Praze. V roce 1940 se po odchodu Philippa Franka stal docentem a vedoucím Ústavu pro teoretickou fyziku. Kromě toho byl jmenován přednostou Fyzikálního ústavu na Německé technice v Praze. Konečně v roce 1944 byl Glaser jmenován řádným profesorem teoretické fyziky na univerzitě ve Vratislavi a na Technické vysoké škole ve Vratislavi, ale kvůli rychlému tempu války již nebyl schopen tuto pozici zastávat.
Po válce byl jako „nepostradatelný specialista“ vyloučen z nuceného přesídlení sudetských Němců, ale v roce 1946 tajně překročil hranici, aby navštívil příbuzné v Rakousko. Od roku 1948 do roku 1949 zpočátku pracoval v Institutu pro teoretickou fyziku na univerzitě ve Vídni s výhodami výzkumného asistenta. V roce 1949 se stal docentem a v roce 1953 řádným profesorem a vedoucím Ústavu pro obecnou fyziku na Vídeňské technické univerzitě. 1954-1956 byl hlavním fyzikem ve Farrand Optical Co. v New Yorku. V roce 1956 se vrátil na Technickou univerzitu ve Vídni jako řádný profesor teoretické fyziky a nástupce Ludwiga Flamma, ale o několik let později na začátku roku 1960 zemřel na rakovinu. Byl pohřben na hřbitově v Neustiftu.

## Význam
Walter Glaser byl uznávaným specialistou na elektronovou optiku. Od roku 1937 pracoval jako teoretik s pozdějším nositelem Nobelovy ceny Ernstem Ruskou pro Siemens & Halske AG na vývoji prvního komerčního elektronového mikroskopu. Jako kvantový fyzik se pod vlivem Einsteina pokusil vyvrátit indeterministickou kodaňskou interpretaci kvantové fyziky.

## Dílo
- Grundlagen der Elektronenoptik, Springer-Verlag 1952.